# Coyotes
Coyotes ist eine 2014 gegründete Melodic-Hardcore-/Metalcore-Band aus Wuppertal.

## Geschichte
Die Band, welche im Jahr 2014 von den Musikern der Band April Uprising in Wuppertal gegründet wurde, begannen bereits im Jahr 2012 an diesem Musikprojekt zu arbeiten. Material wurde geschrieben und bei Aljoscha Sieg in den Pitchback Studios eingespielt. Allerdings dauerte der Aufnahmeprozess des Debütalbums mehr als ein Jahr, was mehreren Verletzungen sowie der Bandentwicklung und der künstlerischen Findung der Musiker geschuldet war.
Das Debütalbum, welches Only To Call It Home heißt, wurde Ende 2014 zunächst in Eigenregie veröffentlicht. Aufgrund einer Empfehlung stieß das in Hannover ansässige Label Swell Creek Records auf die Band und nahm diese unter Vertrag. Über das Label wurde das Album neu aufgelegt.
Im Juli 2015 spielte die Band drei Shows mit Iwrestledabearonce, Texas in July und Vitja in Stuttgart, Nürnberg und Dessau. Vom 12. bis 25. Mai 2016 tourte die Gruppe im Vorprogramm von Annisokay, Polar und The Word Alive erstmals auf internationaler Ebene. Die Konzerte der Tournee fanden unter anderem in Italien, Frankreich, Österreich, Belgien sowie in der Schweiz und in den Niederlanden statt.

## Stil
Die Musik der Band kann als Hardcore, Metalcore oder Post-Hardcore beschrieben werden, welche mit Gruppen wie Thrice, Cro-Mags oder auch August Burns Red verglichen werden kann. Sebastian Wahle vom Ox-Fanzine beschreibt die Gruppe als eine „abwechslungsreiche Version von The Ghost Inside“ und schreibt der Band zu, sich von der Hardcore-Band Gallows musikalisch beeinflussen zu lassen. Laut Metal.de werde die Gruppe außerdem von While She Sleeps auf musikalischer Ebene beeinflusst. Coyotes, so schreibt der Kritiker, verarbeite in ihrer Musik zwei Hauptfacetten, den Metalcore und den Einsatz von Chören und Melodien, welche durch den Einsatz von Synthesizer oder Klavier hervorgerufen werden. Pascal Irmer vom Fuze Magazine beschreibt die Musik von Coyotes als „abwechslungsreichen Metalcore“, mit Einlagen aus dem Southern Rock, welcher an Dead and Divine, Every Time I Die, aber auch an Oh, Sleeper und Oceana erinnere.
In den Texten verarbeiten die Musiker hauptsächlich sozialkritische Themen.
Der Sänger der Band, Boris „Bobby“ Alexander Stein, wurde 2016 durch die Sendung The Voice of Germany einem breiteren Publikum bekannt. Er schaffte es im Team um Yvonne Catterfeld bis ins Finale.

## Diskografie
- 2014: Only To Call It Home (Swell Creek Records / Soulfood)